# Partit del Centre (Estònia)
El Partit del Centre (estonià Eesti Keskerakond, EK) és un partit polític d'Estònia, d'ideologia centrista, social liberal que és membre del Partit dels Liberals Demòcrates i Reformistes Europeus. El 20 d'agost de 2005 es va unir al Partit dels Pensionistes Estonians (Eesti Pensionäride Erakond) i esdevingué el segon partit més gran, amb més de 9.000 membres.

## Història
El partit va ser fundat el 12 d'octubre de 1991 sobre la base del Front Popular d'Estònia després d'haver patit diverses escissions. En aquell moment, el partit es deia Rahvakeskerakond (Partit Popular de Centre), amb la finalitat de diferenciar-se de Maa Keskerakond (Partit Rural de Centre). El president del partit és Edgar Savisaar i els vicepresidents són Kadri Simson i Enn Eesmaa. El partit afirma que el seu objectiu és la formació d'una classe mitjana forta a Estònia. El Keskerakond es declara a si mateix com a "partit liberal de classe mitjana" i recolza les petites empreses.
A les eleccions legislatives estonianes de 1995, va situar-se en el tercer lloc amb 14,2% dels vots i 16 escons. Va entrar en el govern de coalició, en el qual Savisaar fou nomenat ministre de l'Interior i Peet Kreitzberg ministre d'Educació. Després de l'escàndol de les gravacions (gravació secreta de converses amb altres polítics), on va participar Savisaar, el partit es va veure obligat a anar a l'oposició. Es va formar un nou partit amb els que estaven decebuts del comportament del seu líder. El Partit del centre va romandre en una situació d'aïllament polític fins al 2001. El 1996, el partit designà Siiri Oviir com a candidat a President d'Estònia.
A les eleccions legislatives estonianes de 1999, el lema del Keskerakond fou progressió de l'impost sobre la renda, i va obtenir 23,4% dels vots i 28 escons al Riigikogu. Ha demanat dos cops ingressar a la Internacional Liberal, però va ser rebutjat. Ho van aconseguir el tercer intent. El 2001, Kreitzberg fou candidat a la presidència d'Estònia.
El gener de 2002, Keskerakond i el Partit Reformista Estonià van formar una nova coalició governamental on Mikser va ser el ministre de Defensa. La coalició es va mantenir fins a les eleccions legislatives estonianes de 2003, en la qual el partit va obtenir 28 escons. Encara que el Partit del Centre va guanyar el major percentatge dels vots, es va mantenir a l'oposició fins al març de 2005 quan el govern de Juhan Parts es va ensorrar.
El 2003, la majoria de l'assemblea del partit no recolzà l'adhesió d'Estònia a la Unió Europea (UE). Savisaar no va expressar clarament la seva posició. Alguns diputats del Keskerakond van deixar el partit la tardor de 2004, principalment a causa de les objeccions a la tendència autocràtica de Savisaar i la postura contrària a la UE del partit, i formaren el grup Social Liberal. Alguns d'ells es va unir al Partit Socialdemòcrata, altres al Partit Reformista Estonià i altres al Partit Popular. Un d'aquests diputats més tard es va reintegrar Keskerakond.
De 2001 a 2004 Savisaar fou alcalde de Tallinn, fins que fou obligat a dimitir arran d'una moció de censura.. Fou substituït per Tõnis Palts de Res Publica. A les eleccions europees de 2004 va obtenir el 17,5% dels vots i un eurodiputat, Siiri Oviir.
Keskerakond va participar en el govern de coalició amb el Partit Reformista Estonià i la Unió del Poble Estonià de 12 d'abril de 2005 fins que un nou govern va prendre possessió del seu càrrec després de les eleccions legislatives estonianes de 2007. Tenien 19 membres al parlament i 5 carteres ministerials.
A les eleccions locals de 16 d'octubre 2005 va aconseguir 32 regidors de 63 a l'ajuntament de Tallinn. Un dels factors que facilitaren la majoria absoluta fou la immensa popularitat del partit entre els votants de la minoria russa. El polèmic acord de cooperació entre el Partit del Centre i Rússia Unida signat el desembre de 2004 probablement va contribuir a l'èxit en l'electorat d'origen ètnic rus. Després de diversos intents de formar govern, fou nomenat alcalde de Tallinn Jüri Ratas, que l'abril de 2007 fou substituït per Savisaar. També formaren coalicions de govern a Tartu i Pärnu.
A les eleccions legislatives estonianes de 2007 van obtenir 143.528 vots (26,1% del total), amb un augment del +0,7%. Van obtenir 29 escons, un més en comparació amb les eleccions de 2003, encara que a causa de les desercions de 2004, que havien disminuït la seva força, en realitat va guanyar 10 escons. Actualment són el segon partit més gran al Parlament i el principal partit de l'oposició. El 2008 hab criticat la política d'Andrus Ansips, que en opinió del partit han contribuït als problemes econòmics d'Estònia dels últims temps. El 16 de juny de 2007 Edgar Savisaar i Jaan Õmblus va publicar una proposta de com millorar el que consideren com a crisi econòmica d'Estònia.

## Resultats electorals

### Eleccions legislatives
| Any  | Líder          | Vots    | %         | Escons   | +/– | Govern               |
| ---- | -------------- | ------- | --------- | -------- | --- | -------------------- |
| 1992 | Edgar Savisaar | 56,124  | 12.2 (#3) | 15 / 101 | Nou | Oposició             |
| 1995 | Edgar Savisaar | 76,634  | 14.2 (#2) | 16 / 101 | 1   | Coalició (1995)      |
| 1995 | Edgar Savisaar | 76,634  | 14.2 (#2) | 16 / 101 | 1   | Oposició (1995-1999) |
| 1999 | Edgar Savisaar | 113,378 | 23.4 (#1) | 28 / 101 | 12  | Oposició (1999–02)   |
| 1999 | Edgar Savisaar | 113,378 | 23.4 (#1) | 28 / 101 | 12  | Coalició (2002–03)   |
| 2003 | Edgar Savisaar | 125,709 | 25.4 (#1) | 28 / 101 | =   | Oposició (2003–05)   |
| 2003 | Edgar Savisaar | 125,709 | 25.4 (#1) | 28 / 101 | =   | Coalició (2005–07)   |
| 2007 | Edgar Savisaar | 143,518 | 26.1 (#2) | 29 / 101 | 1   | Oposició             |
| 2011 | Edgar Savisaar | 134,124 | 23.3 (#2) | 26 / 101 | 3   | Oposició             |
| 2015 | Edgar Savisaar | 142,442 | 24.8 (#2) | 27 / 101 | 1   | Oposició (2015–16)   |
| 2015 | Edgar Savisaar | 142,442 | 24.8 (#2) | 27 / 101 | 1   | Coalició (2016–19)   |
| 2019 | Jüri Ratas     | 118,561 | 23.0 (#2) | 26 / 101 | 1   | Coalició (2019–22)   |
| 2019 | Jüri Ratas     | 118,561 | 23.0 (#2) | 26 / 101 | 1   | Oposició (2022–23)   |
| 2023 | Jüri Ratas     | 93,254  | 15.3 (#3) | 16 / 101 | 10  | Oposició             |

### Eleccions europees
| Any  | Líder           | Vots    | %          | Escons | +/– | Grup |
| ---- | --------------- | ------- | ---------- | ------ | --- | ---- |
| 2004 | Vilja Toomast   | 40,704  | 17.5 (#2)  | 1 / 6  | Nou | ALDE |
| 2009 | Edgar Savisaar  | 103,506 | 26.1 (#1)  | 2 / 6  | 1   | ALDE |
| 2014 | Edgar Savisaar  | 73,419  | 22.4 (#2)  | 1 / 6  | 1   | ALDE |
| 2019 | Yana Toom       | 47,819  | 14.4 (#3)  | 1 / 7  | =   | RE   |
| 2024 | Mihhail Kõlvart | 45,767  | 12.43 (#5) | 1 / 7  | =   | RE   |